# V (Live)
| Recensione | Giudizio |
| ---------- | -------- |
| AllMusic   | [ 3 ]    |

V è il quinto album in studio del gruppo musicale statunitense Live, pubblicato il 18 novembre 2001.

## Tracce
1. Intro – 0:37
2. Simple Creed – 3:24
3. Deep Enough – 3:19
4. Like a Soldier – 3:12
5. People Like You – 3:17
6. Transmit Your Love – 4:35
7. Forever May Not Be Long Enough – 3:49
8. Call Me a Fool – 2:38
9. Flow – 3:30
10. The Ride – 3:54
11. Nobody Knows – 4:26
12. OK? – 3:11
13. Overcome – 4:16
14. Hero of Love – 5:12
15. Deep Enough (remix, bonus track) – 3:11

## Formazione
- Ed Kowalczyk - voce, chitarra
- Chad Taylor - chitarra
- Chad Gracey - batteria, percussioni, cori
- Patrick Dahlheimer - basso